# Otto Ūdentiņš
Otto Ūdentiņš, latvijski general, * 1892, † 1988.